# Faustyn Gryliński
Faustyn Gryliński (ur. 1830, zm. 1866) – organizator i dowódca oddziału (ok. pół tysiąca powstańców) w powstaniu styczniowym.
Pochodził z Galicji i był uczniem Polskiej Szkoły Wojskowej we Włoszech oraz walczył pod rozkazami Giuseppe Garibaldiego.
Mjr Faustyn Gryliński 400-osobowy oddział powstańczy, którym dowodził, sformował na terenie dawnego województwa sandomierskiego. Głównie składał się z ochotników z powiatu opatowskiego. Faustyn Gryliński, konsekwentnie odmawiał przejścia pod rozkazy Dionizego Czachowskiego. Dopiero za trzecim razem Gryliński zgodził się przybyć na wyznaczony przez Dionizego punkt zborny. Mimo stawienia się na wezwanie ciągle był przeciwny połączeniu z Czachowskim, jednak wreszcie się zgodził.
Na początku kwietnia 1863 Gryliński przybył wraz z oddziałem do lasów iłżeckich na wezwanie Dionizego Czachowskiego, jako naczelnika wszystkich sił województwa sandomierskiego. Oddział liczył wówczas 240 strzelców, 150 kosynierów i 60 koni jazdy.
Po bitwie pod Grabowcem 16 kwietnia 1863 r., odłączył się od Dionizego Czachowskiego i przed bitwą pod Brodami, udał się pod Wąchock w odwiedziny córki zawiadowcy rządowych hut żelaza.
18 kwietnia 1863 na słabo zabezpieczony obóz Grylińskiego pod Brodami uderzyła kolumna wojsk rosyjskich pod dowództwem mjra Klewcowa i całkowicie go rozgromiła. Z jego oddziału zostało jedynie 80 niedobitków.
20 października 1863 r. brał udział w bitwie pod Oksą pod dowództwem Zygmunta Chmieleńskiego, gdzie został ranny i awansował na stopień pułkownika.
Zmarł w Egipcie w 1866 roku w wieku 36 lat.